# Husum Kirke
 Denne artikel omhandler kirken i Brønshøj. Opslagsordet har også en anden betydning, se Husum danske Kirke.
Husum Kirke ligger på Korsager Allé i Brønshøj.

## Historien
Det var bønderne i Husum - der dengang hørte under Brønshøj Sogn - som ikke længere ville finde sig i at måtte bruge den overfyldte Brønshøj Kirke. Juleaften 1922 måtte de stå i våbenhuset fordi, der ikke var plads til dem! De ville have deres egen kirke! - og de arbejdede hårdt for den. Gårdejer Jochumsen - Højdegård - skænkede en grund. Man sparede sammen, løb stædigt myndighederne på døren, og så blev der bygget. I 1928 kunne “Husum midlertidige kirkesal” indvies af biskop H. Ostenfeldt.
Den midlertidige kirke stod i 47 år. Den blev af de fleste opfattet som “Husum Kirke” deres egen rigtige kirke. Den skulle bare udvides med menighedslokaler. Der blev lavet planer, - arkitekter lavede tegninger ..... og så blev det hele ikke til noget.
I 1968 blev kirken grundigt undersøgt af daværende kirkeminister Fog Petersen. Han afviste på det kraftigste, at der skulle bygges til dette hus. Det kunne ikke betale sig - hverken økonomi eller bygningens tilstand kunne bære en udvidelse. Til stor fortrydelse for mange blev det besluttet, at den gamle kirkesal skulle rives ned og en ny kirke bygges. I tiden mellem nedrivningen og nybyggeriet boede menigheden så i en vandrekirke af træ på Gyrstingevej.
I den nye kirke findes stadig nogle minder fra den gamle kirkesal. Krucifixet blev en del år brugt som alterudsmykning. De to store malm lysestager og kirkesølvet bruges den dag i dag. I en lang periode hang det gamle alterbillede - et Kristus-maleri - på pulpiturets væg. Da kirken fik sin nye udsmykning i 1995 blev krucifixet flyttet til våbenhuset og alterbilledet blev skænket til en kirke i Kroatien. Den var lige genopbygget efter krigen - og menigheden der blev utroligt glade for Husum Sogns gave.
Et stort billede — en forstudie til et alterbillede af Anna E. Munck til Kerteminde Kirke — hang længe i den gamle kirke. Det blev flyttet over til den nye, men det var alt for stort til konfirmandlokalet. Nu er det dér, hvor det hører mere hjemme, nemlig på Kerteminde Museum.
Det var Holger Jensen der tegnede den nye kirke. Den så meget anderledes ud! - lignede den overhovedet en kirke? Det tog lang tid at acceptere den. Der findes måske stadig mennesker, der ikke har været inde i den. Men hver gang nogen for første gang kommer ind, hører man: “Hvor er her smukt, det skulle man ikke tro, når man kun ser det ydre!”
Kirken blev indviet den 4 september 1977 og har nu stået i 35 år. Ikke så længe for en kirke - vore ældste kirker i Danmark er fra 1100-tallet! Men alligevel: En fødselsdag der skal fejres. For så mange mennesker har haft, og vil få glæde af at komme i kirken.
Siden indvielsen er der sket en del forandringer. Selve kirken blevet udsmykket af kunstneren Adi Holzer og i år 2000 blev der bygget om. Der kom et ordentligt kirkekontor ud af det, et rum for kirketjeneren og et handicaptoilet. Garderoben blev ændret, så der nu er plads til de mennesker, der venter på at komme ind og lige gerne vil snakke sammen. Kirken er yderst handicapvenlig. Der er ingen dørtrin, så kørestole kan køre lige ind.
Den opmærksomme iagttager har i de første år set, at der kun var lidt der pegede på, at denne bygning var en kirke. Det blev der rådet bod på, da et tidligere menighedsrådsmedlem, Boye Larsen, smedede et stort kors der nu hænger på den store mur mod Korsager Allé.

## Glasmalerierne
Udsmykningen i Husum Kirke er udført af den dansk/østrigske kunstner Adi Holzer. Han er født i 1936 i Østrig og har været bosat i Danmark siden 1962. Holzer har haft talrige separatudstillinger i Europa og modtaget flere internationale priser. Husum Kirke var Adi Holzers første kirkeudsmykningsopgave i Danmark.
Kristi himmelfartsdag 2012 blev Adi Holzers glasmalerier indviet ved en festlig gudstjeneste i Husum Kirke. Indvielsen af glasmalerierne betyder, at Holzers udsmykning af kirken nu fremstår som en afsluttet helhed, hvor glasset går i dialog med den skulpturelle alterudsmykning og malerierne på pulpituret, som han tidligere har lavet til kirken.
Et glasmaleri bliver levende i mødet med himlens lys. Et møde der har et strejf af skabelsens magi. I Husum Kirke giver dette møde rummet en både højtidelig og munter karakter. De blå nuancer, der dominerer glasmaleriet, er med til at understrege, at vi træder ind i et sakralt rum, et rum for fordybelse og ro. Samtidig springer de gyldne farver hele tiden i øjnene og giver en fornemmelse af solskin i kirken: Det er her, man kan møde kristendommens glædelige budskab. Glasmaleriet over pulpituret har titlen Himmelsk musik, og Adi Holzer fortæller selv, at Franz Schuberts lied An die Musik fra 1817 kunne stå som en overskrift for hele kunstværket. Schuberts sang er en hyldest til musikken, der lige som billedkunsten taler et universelt sprog, som alle umiddelbart kan forholde sig til.
Musikken fremstilles i glasmaleriet ved to engle og deres musikinstrumenter, men også glassets farver og linjernes slyngede rytmer er med til at lede tankerne hen på musikken. Hvis man læser glasmaleriet fra venstre mod højre opdager man, at det musiske univers samtidig er indskrevet mellem yderpunkterne fødsel og død.
I det første maleri ser vi solen der står op, og et barn der sjipper. Alt er i bevægelse og giver associationer til livets begyndelse. På det sidste maleri er det livets afslutning der dominerer: Det er blevet nat og et kranie træder frem på baggrund af en klode. Fra det dybblå der omgiver kloden udgår imidlertid en pil eller en kondensstribe, der peger op mod korset i øverste højre hjørne. Korset vokser på baggrund af den paradisgrønne farve, der indfatter en lysende blomst. Adi Holzers fremstilling af døden er dermed uløseligt knyttet sammen med det kristne opstandelseshåb: At døden én gang for alle er besejret ved Kristi korsfæstelse og genopstandelse.
Holzers glasmaleri går således i umiddelbar dialog med den kristne tradition, og vi finder i frisens midterste billeder de ældgamle kristne symboler på tro, håb og kærlighed, nemlig korset, ankeret og hjertet. Men samtidig med den direkte brug af symboler, fornemmer man i glasmaleriet en understrøm af bølgende linjer og farver, der peger på det underfulde og uudsigelige, der også ligger i hjertet af kristendommen. Netop det underfulde og uudsigelige, påpeger Adi Holzer selv, er et vigtigt tema i kirkens sakrale musik, der har været en stor inspirationskilde i udførelsen af glasmaleriet.
Over prædikestolen svæver en glasdue med gylden krone og næb, og bag duen hænger på væggen et glasmaleri hvor man ser 12 gyldne flammer danse. Et stærkt billede på pinsen, hvor tunger af ild satte sig på de 12 apostle som en del af Helligåndens komme; Helligånden der netop ofte fremstilles som en due i den kristne tradition.
Glasmalerierne er gengivet på kirkens hjemmeside www.husumkirke.dk

## Pulpiturets billedefrise
Det er den gamle historie fra 2. Mosebog, kap. 32: Dansen om guldkalven, der danner baggrund for frisens første del. Guldkalven er et billede på den eviggyldige historie om menneskets krav om en synlig Gud. Tyren udstråler magt, rigdom og potens - de afguder, som mennesket igen og igen falder for. Efterfølgende møder vi så afgudsdyrkelsens modsætning, nemlig de tre billeder Tro, Håb og Kærlighed.
Først ser vi troens engel i kamp med et udyr, det onde, om man vil. Dyret er buret inde, men kun midlertidigt, da et bur ikke kan lukke det onde ude fra vores verden. Bagved ses et bjerg med et kors, troens symbol, der fortæller om forbindelsen mellem himmel og jord.

Håbet fortæller om det dybeste dyb, mennesket aldrig er alene i. Jesus er der i skikkelse af en fisk, det ældste symbol på Kristus. En stige fører op af det dybe vand og ud i den frihed, som den druknende person har mulighed for at gribe, idet et anker er ved at blive trukket op af vandet.

På det sidste billede ser vi i forgrunden to personer, der læner sig ømt mod hinanden og i baggrunden en skikkelse, som bøjer sig over en anden - måske en barmhjertig samaritaner? Her er det kærligheden, der er den dominerende kraft, som i citatet fra 1. Korintherbrev kap. 13.13: Så bliver da tro, håb, kærlighed, disse tre. Men størst af dem er kærligheden.
Billedefrisen er gengivet på kirkens hjemmeside www.husumkirke.dk

## Alterudsmykningen
Bag alterbordet hænger Adi Holzers Kristusfigur, der som baggrund har en oval glastavle i to blå farver med et rødt opstandelseskors indlagt. Kristus står som den opstandne og korsets arme rækker til himlen og fortæller, at ved Jesu død og opstandelse er forbindelsen mellem himmel og jord genoprettet. Kristus selv rækker sine arme ud og i hænderne er naglernes mærker synlige, og han synes at sige: Kom til mig, alle, som er bedrøvede og trætte af byrder.
Alterudsmykningen er gengivet på kirkens hjemmeside www.husumkirke.dk

## Eksterne kilder og henvisninger
- Husum Kirke hos KortTilKirken.dk